# Miskan
Miskan (arap. مسكان) je nenaseljeni kuvajtski otočić na sjeveru Perzijskog zaljeva, južno od Bubiyana i sjeverozapadno od Failake. Dimenzije su mu 1.2 km x 0.8 km, a površina oko 0.75 km². Najbliži otok je Failaka, udaljen oko 3.2 km, dok je najbliži dio kuvajtskog kopna udaljen oko 24 km u smjeru sjeverozapada. Na otoku nema skoro ničega osim svjetionika. Otok je od strateškog značaja za Kuvajt jer je dio lanca otoka koji brane kuvajtsko kopno s mora.

## Poveznice
- Perzijski zaljev